# 圣米迦勒堂

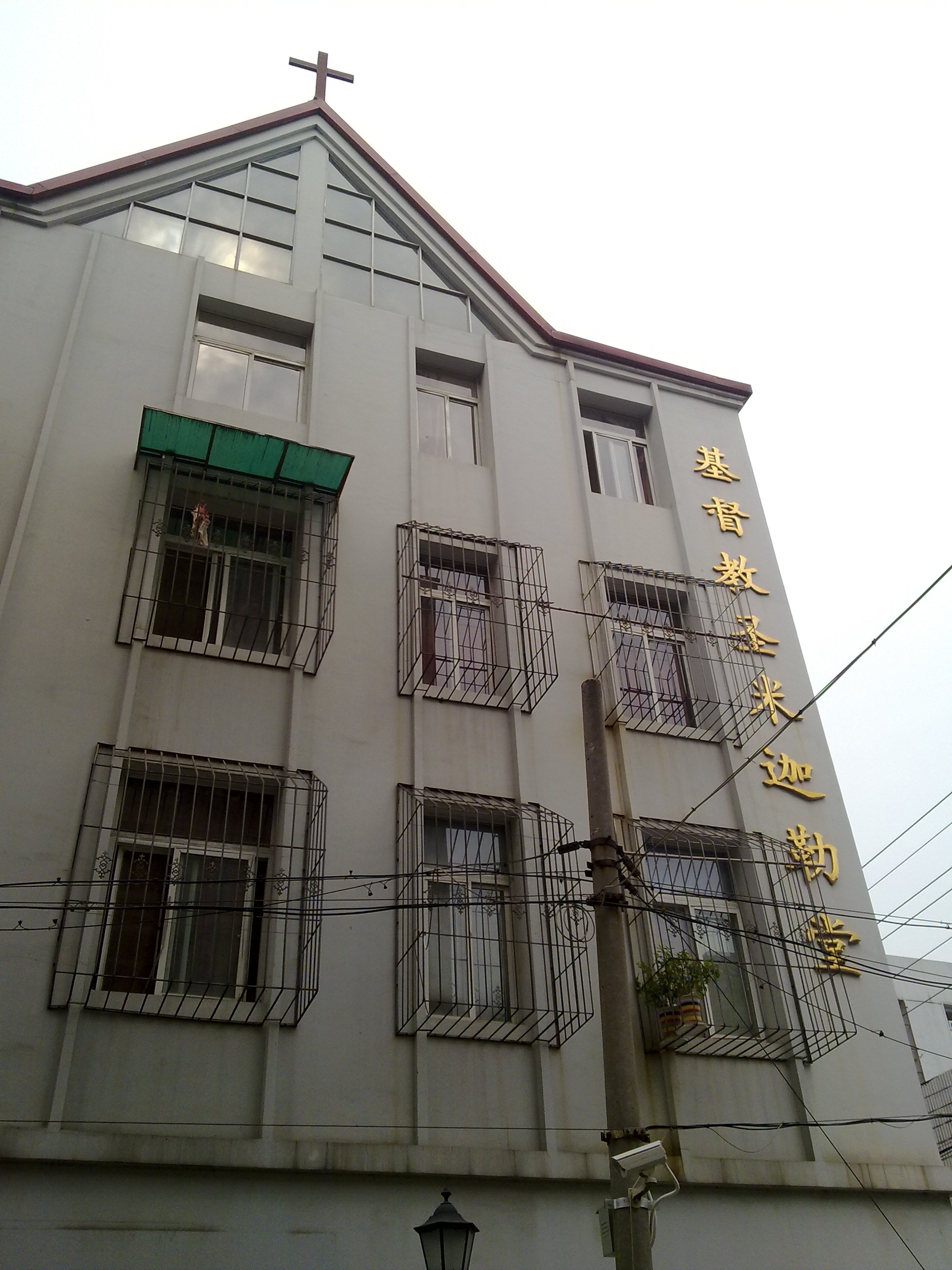

圣米迦勒堂是中国武汉一座古老的基督教堂，位于武昌区复兴路，武昌区劳动技能培训中心院内，毗邻武汉市第九中学。
圣米迦勒堂是美国圣公会中国差会在武汉兴建的众多教堂之一。该堂兴建于1918年，哥特式风格，开尖券窗。礼拜大堂设于二楼。堂内洗礼池等颇为精美。
1958年实行联合礼拜，圣米迦勒堂人员并入汉阳门生命堂，房屋改作他用。圣米迦勒堂目前已恢复礼拜，隶属于湖北省基督教两会，湖北省圣职按立典礼在此举行。